# Малкълм Линкълн
„Малкълм Линкълн“ е естонски дует, който представя Естония на Евровизия 2010 с песента Siren в Осло.